# William D. Bloxham

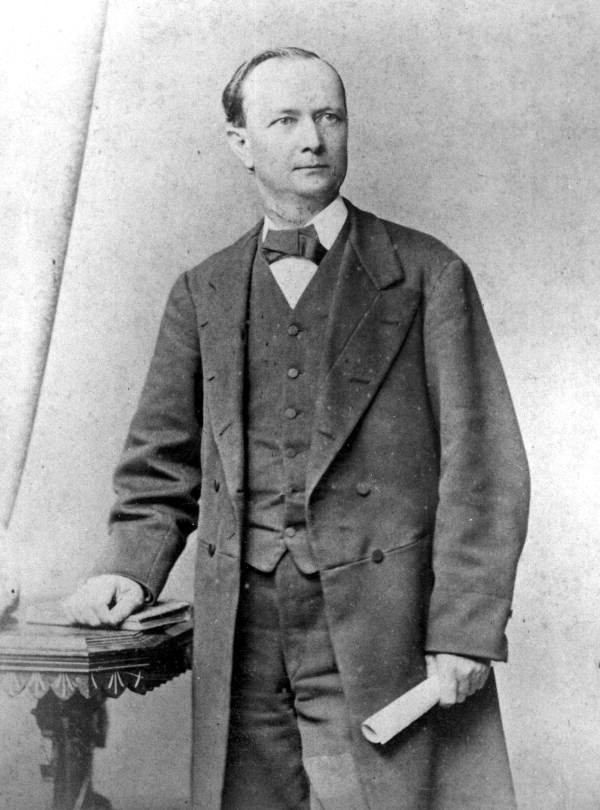
Florida Governor William Bloxham

William Dunnington Bloxham (* 9. Juli 1835 im Leon County, Florida-Territorium; † 15. März 1911 in Tallahassee, Florida) war ein US-amerikanischer Politiker und von 1881 bis 1885 bzw. 1897 bis 1901 der 13. und 17. Gouverneur des Bundesstaates Florida.

## Frühe Jahre und politische Karriere
William Bloxham absolvierte im Jahr 1855 das College of William & Mary in Virginia. Er studierte Jura, hat aber nie als Jurist gearbeitet. Stattdessen entschied er sich für die Tätigkeit des Pflanzers. Seit 1860 vertrat er die Demokratische Partei im Repräsentantenhaus von Florida. 1862 stellte er eine Infanteriekompanie mit Soldaten aus dem Leon County auf, die er selbst kommandierte. Allerdings kam er während des Bürgerkrieges zu keinem militärischen Einsatz. Nach dem Krieg nahm er seine politischen Aktivitäten wieder auf. 1870 wurde er zum Vizegouverneur gewählt. Er konnte dieses Amt jedoch nicht antreten, da die Wahl für ungültig erklärt wurde. Jedoch wurde er Vorstandsmitglied der Demokratischen Partei in Florida. Er war während der Reconstruction einer der Wortführer der demokratischen Opposition gegen diese Politik. Im Jahr 1876 wurde er Secretary of State in der Regierung von Gouverneur George Franklin Drew. Für die Gouverneurswahlen des Jahres 1880 wurde er von seiner Partei als Kandidat aufgestellt.

## Gouverneur von Florida
Nach der gewonnenen Wahl trat Bloxham sein neues Amt am 4. Januar 1881 an. In seiner ersten Amtszeit kamen durch Landverkäufe in den Everglades bis zu eine Million Dollar in die Staatskasse. Das trug wesentlich zur Entlastung des Haushalts bei. Gleichzeitig erlebte die Eisenbahn in Florida einen riesigen Aufschwung. Am 7. Januar 1885 endete seine erste Amtszeit als Gouverneur. Eine direkte Wiederwahl war laut Staatsverfassung nicht möglich.
1885 wurde er Chef der Landvermessungsbehörde (US Surveyor General for Florida) und 1890 übernahm er die Leitung des Rechnungshofs von Florida. Er entschloss sich 1896, noch einmal für das Amt des Gouverneurs zu kandidieren. Es gelang ihm, die Wahlen zu gewinnen, und er konnte am 5. Januar 1897 eine zweite vierjährige Amtszeit als Gouverneur beginnen. In dieser wurde der Eisenbahnausschuss wieder eingerichtet, den Gouverneur Francis P. Fleming abgeschafft hatte, und mit größeren Befugnissen ausgestattet. In dieser Zeit brach der Spanisch-Amerikanische Krieg aus und der Gouverneur musste die Bundesregierung in Washington, D.C. bei deren Kriegsanstrengungen unterstützen. Er musste Rekrutierungen in die Wege leiten und für die Sicherheit des Staates sorgen; immerhin lag Kuba, das damals noch zu Spanien gehörte, nicht weit von der Südküste Floridas entfernt. Aufgrund der Kürze des Krieges und des schnellen amerikanischen Sieges wirkte sich der Krieg nicht nachhaltig auf Florida oder einen anderen US-Bundesstaat aus.

## Weiterer Lebensweg
Bloxhams zweite und letzte Amtszeit endete am 8. Januar 1901. Er zog sich dann aus der Politik zurück und widmete sich seinen Privatangelegenheiten. William Bloxham starb im März 1911. Er war mit Mary C. Davis verheiratet, mit der er zwei Kinder hatte.